# Stomolophus meleagris
Stomolophus meleagris ist eine Schirmqualle aus der Ordnung der Wurzelmundquallen.

## Merkmale
Der milchige bis gelbliche, manchmal bläulich schimmernde  Schirm des Stomolophus meleagris ist kuppelförmig, am braun gebänderten Rand sind keine Tentakel vorhanden. Die Konsistenz ist fest und steif gelatineartig. Das mittig an der Unterseite des Schirms liegende Manubrium (Mundröhre) ist ebenfalls fest und steif, von ihm teils verdeckt befinden sich dort acht hervorstehende Mundarme.
Diese Qualle ist ein sehr aktiver, schneller und guter Schwimmer. Mit einem Durchmesser von 19 bis 25 Zentimeter ist sie verhältnismäßig groß.
Die Lebensdauer des Stomolophus meleagris beträgt etwa drei bis sechs Monate.

## Vorkommen
Stomolophus meleagris sind von Neuengland bis Brasilien auf der westlichen Atlantikseite, von Südkalifornien bis Ecuador auf der östlichen Pazifikseite und im Westpazifik vom Japanischen Meer bis zum Südchinesischen Meer verbreitet.
Im Spätfrühling und Sommer kommen sie vermehrt an der US-amerikanischen Küste des Golfs von Mexiko, im tropischen Atlantik und in der Karibik vor. Oftmals werden Tausende zu dieser Zeit an den Strand gespült.

## Ernährung
Aus dem Wasser, das Stomolophus meleagris bei der Schwimmbewegung durch das mit klebrigem Schleim bedeckte Manubrium ausstößt, wird als Nahrung Zooplankton ausgefiltert. Der Schleim ist auch zusätzlich noch eine Schutzschicht.
Die Beute wird durch eine der vielen Öffnungen in den Armen zum Mund geführt.

## Ökologie und Ökonomie
Stomolophus meleagris ist ökologisch sehr wichtig, da er die Hauptnahrung der stark bedrohten Lederschildkröte (Dermochelys coriacea) und anderer Meeresschildkröten bildet.
In Ostasien ist diese Qualle schon über 1.000 Jahre eine Delikatesse. Außerdem wird sie auch medizinisch genutzt, zum Beispiel um den Blutdruck zu senken und um Arthritis und Bronchitis zu lindern. Sie besteht zu 80 % aus dem Protein Kollagen, das auch beim Menschen in Gewebe, Knorpeln, Zähnen und Knochen vorhanden ist. Die medizinische Anwendung dieses Kollagens zeigte positive Resultate gegen rheumatoide Arthritis. Tierversuche an Ratten haben ergeben, dass dasselbe Kollagen schon den Ausbruch einer Arthritis unterdrücken kann.

## Toxikologie
Auch wenn die Nesselzellen des Stomolophus meleagris sehr selten tödlich giftig sind (Todesfälle sind bekannt), sollte man die Berührung mit der Haut vermeiden. Bei Vergiftung ähnelt das Krankheitsbild dem Irukandji-Syndrom und es kann schnell ein Lungenödem auftreten. Es setzen bei Berührung sofort brennende Schmerzen und eine Hautrötung ein, wobei die Hautschädigungen nach etwa sieben Tagen erneut auftreten können.
Durch Übergießen mit mindestens zwei Litern Haushaltsessig werden die Nesselkapseln nach einer Anwendungsdauer von wenigstens 30 Sekunden inaktiviert. Jetzt erst kann man die Nesselzellen gefahrlos entfernen, ohne weitere Nesselkapseln auszulösen. Ansonsten erfolgt die Behandlung gemäß der Symptomatik, es existieren keine Gegengifte (Antivenin).

## Küche
Stomolophus meleagris ist eine der wenigen Quallen, die zur kommerziellen Weiterverarbeitung gefangen wird. Nach einer Behandlung mit Kochsalz und Alaun und anschließender Spülung mit Wasser sind die Quallen küchenfertig.